# Мой сосед Тоторо
«Мой сосед То́торо» (яп. となりのトトロ тонари но тоторо) — полнометражный аниме-фильм, созданный японским мультипликатором Хаяо Миядзаки в 1988 году.

## Сюжет
В 1950-х годах отец с двумя дочерьми переезжают в деревню, в разрушающийся дом. В нём водятся духи сажи — «чёрные чернушки», сусуватари. Мать семейства находится в больнице Ситикокуяма, и на время её болезни вся работа по дому ложится на плечи отца и старшей дочери Сацуки. Вскоре непоседливая младшая сестра Мэй встречает маленького лесного духа, который, сам того не желая, приводит её к более крупному духу, а потом и к большому То́торо — хранителю леса, живущему неподалёку. Позже и Сацуки знакомится с Тоторо, когда девочки ждут отца на автобусной остановке. При этом Тоторо, как и другие сказочные создания в мультфильме, невидим для взрослых.
Тоторо дарит девочкам небольшой свёрток из бамбуковых листьев, в котором лежат семена. Девочки высаживают семена в огороде, а ночью Тоторо и духи помогают им прорасти. На следующий день из больницы сообщают, что мама не сможет вернуться домой на выходные. Расстроенная Мэй ссорится с сестрой и сама отправляется к матери, но по дороге теряется. Обеспокоенная Сацуки и жители окрестности везде ищут её, но безуспешно. Тогда Тоторо по просьбе Сацуки помогает её разыскать. Котобус относит девочек в больницу, и девочки видят, что с мамой всё в порядке. Во время финальных титров показано, как мама выздоравливает и приезжает в новый дом, а Мэй идёт в школу и заводит новых друзей.

## Список персонажей
- Сацуки Кусакабэ (яп. 草壁 サツキ Кусакабэ Сацуки) — старшая сестра Мэй, бойкая худенькая девочка с короткими тёмными волосами, очень ответственная, заботится о сестре и об отце, помогает ему при переезде, готовит еду. Её мать говорит, что Сацуки ведёт себя как взрослая, так как вынужденно многое взяла на себя из-за её отсутствия. Поначалу она ссорится с соседским мальчиком, Канто, и избегает его, однако позже меняет к нему своё отношение. Сацуки, познакомившись с Тоторо, подружилась с ним и даже просила его помощи в поисках младшей сестры. Май по старому японскому календарю называется «Сацуки» (яп. 皐月)[2] .
Сэйю: Норико Хидака
- Мэй Кусакабэ (яп. 草壁 メイ Кусакабэ Мэй) — младшая сестра Сацуки, маленькая девочка четырёх лет с каштановыми волосами, которая ещё не ходит в школу. Упрямая и обидчивая, она находится под опекой сестры. Хотя порой они и ссорятся, но тем не менее Мэй очень любит свою сестру, везде старается следовать и поспевать за ней. Она первой встречает Тоторо. На первоначальных эскизах была только одна главная героиня по имени Мэй (англ. may — май). По словам Миядзаки: «Если бы это была маленькая девочка, играющая в саду, она бы не пошла на автобусную остановку встречать папу, поэтому мы должны были придумать двух девочек. И это было сложно. Так как её первая встреча с Тоторо на автобусной остановке казалась просто идеальной»[3]. На афише фильма под зонтом изображена только одна девочка, внешностью напоминающая Мэй, а одеждой Сацуки.
Сэйю: Тика Сакамото
- Тацуо Кусакабэ (яп. 草壁 タツオ Кусакабэ Тацуо) — отец двух дочерей. Спокойный и рассудительный человек, старается всё объяснить своим детям. С уважением относится к традициям и фольклору, приветствует духов леса и оказывает им почтение, показывая при этом хороший пример Сацуки и Мэй.
Сэйю: Сигэсато Итои
- Ясуко Кусакабэ (яп. 草壁 靖子 Кусакабэ Ясуко) — мать семейства. Находится в больнице Ситикокуяма. Её не выписали на выходные из-за простуды и она не смогла приехать, поэтому врачи отправили телеграмму в деревню. Дочки сильно забеспокоились из-за этого. Считает, что не нужно было отправлять телеграмму из-за простуды, чтобы не тревожить родных.
Сэйю: Суми Симамото
- Канта Огаки (яп. 大垣 勘太 О:гаки Канта) — соседский мальчик. Выручил Сацуки и Мэй, отдав им свой зонт, когда шёл сильный дождь, сам же побежал домой налегке и промок до нитки. Не стал рассказывать своим родным, что помог девочкам, несмотря на то, что ему пришлось оправдываться за «потерю» зонта.
Сэйю: Тосиюки Амагаса
- То́торо (яп. トトロ) — хранитель леса, большое мохнатое божество-дух серого цвета. Тоторо — не традиционный японский персонаж: его полностью придумал Миядзаки. Тем не менее для Тоторо естественно находиться в системе традиционных японских представлений среди низших природных божеств, духов-хранителей местности. Согласно задумке Миядзаки, они покрыты мягким мехом и являются «смесью» нескольких животных: огромных ошейниковых совок (уши, «шевроны» на груди и «ухающие» звуки, которые тоторо издают, когда играют ночью на окаринах), барсуков и медведей (размеры, очертания тела)[4]. Не умеет говорить, издаёт только грудные рычащие звуки. Хотя Тоторо изображён добрым и милым персонажем, в фильме присутствуют намёки на то, что если его разозлить, может случиться большая беда[5]. Большого Тоторо (серого цвета) зовут О Тоторо, его рост более двух метров, а его маленьких спутников: синего — Средний Тоторо (Тю Тоторо), белого — Маленький Тоторо (Тиби Тоторо). По-японски «о» значит «большой», но в США «О Тоторо» перевели как «King Totoro». «Тю» и «тиби» означают, соответственно, средний и маленький. В начальных эскизах указывался возраст, Большому Тоторо 1302 года, среднему — 679 лет, маленькому — 109[6][7]. Занимает 24 строчку в списке 25 лучших персонажей аниме по версии IGN[8].
Сэйю — Хитоси Такаги
- Котобус — огромный кот-автобус. В Японии кошкам приписывают волшебную возможность изменять свою форму, когда они достигнут соответствующего возраста. Это называется «бакэнэко» (яп. 化け猫). «Однажды кот принял вид рикши, но один взгляд на автобус привёл его в такой неописуемый восторг, что бакэнэко превратился в автобус» (Хаяо Миядзаки)[9]. Имеет указатель, показывающий куда и к кому нужно ехать. Котобус передвигается с огромной скоростью, внутри не похож на живое существо, хотя сидения покрыты мехом и могут подниматься по желанию кота. Видит в темноте, испуская из глаз лучи света. Крысы со светящимися глазами — это его сигнальные огни. Для большинства людей он невидим: когда Котобус пробегает мимо, они чувствуют лишь внезапный порыв ветра.
- Сусуватари — маленькие чёрные пушистые духи. В Японии их называют маккуро куросукэ (дословно — «чёрные, как смоль, чернушки»). Бабушка Канты рассказывает девочкам о том, что этих существ зовут сусуватари, то есть «странствующая сажа», что они поселяются в покинутых домах и что они не причинят никакого вреда и скоро уйдут. В фильме они покинули дом в день въезда семьи и переселились ближе к дереву Тоторо. Чернушки снова появляются у Миядзаки в «Унесённых призраками».

## История проката
«Мой сосед То́торо» был выпущен одновременно с «Могилой светлячков» режиссёра Исао Такахаты, и вместе с ним продавался для показа в японских школах (как часть программы исторического и эстетического воспитания). Высказывались сомнения, что люди захотят смотреть «мультфильм о двух детях с монстром в сельской местности», и «Тоторо» считался большим инвестиционным риском. «Grave» был очень известным романом, и из-за его «образовательного» значения ожидался некоторый уровень интереса зрителей. Судзуки, главный редактор «Animage», обратился к Shinchosha — издательской компании, опубликовавшей «Grave». Так как Shinchosha искали путь войти в анимационный бизнес, они согласились на производство фильма по «Grave». Как Tokuma, так и Shinchosha знали, что могут потерять деньги, но начали продвигать проект (кинопрокат действительно был убыточным).
«Тоторо» был выпущен в американских кинотеатрах — Troma Pictures (1995 год), на видеокассетах и LD — компанией Fox. Английский дубляж включён в Ghibli LD Box Set, на аналоговой дорожке. Дисней получил глобальные права на дистрибуцию фильмов Ghibli.
История, рассказанная в фильме, происходит в городе Токородзава, префектуре Сайтама. Миядзаки жил в Токородзаве, который сейчас является «спальным районом» Токио. Раньше Токородзава был сельскохозяйственной местностью, окружённой холмами. Там все ещё осталось несколько природных районов, и существует группа людей, пытающихся сохранить оставшееся путём покупки этой земли. Общество называется «Totoro no Furusato National Trust Movement» (Национальное движение «Дом Тоторо»), и оно использует Тоторо в качестве своего символа. Миядзаки передал обществу цветные акварельные рисунки Тоторо для использования в брошюрах, членских карточках, майках и тому подобном. Миядзаки также пожертвовал 3 миллиона долларов городу для покупки земли, предназначавшейся для возделывания.
Премьерный кинопрокат в России состоялся 20 марта 2008 года. 22 октября 2020 года фильм вышел в повторный прокат в России и ближнем зарубежье с новым дубляжем студии «Реанимедия».

## Релиз на видео
В Японии с 1988 года аниме было выпущено на фирменных японских видеокассетах Toshiba, Konica, Yamaha, Hitachi, Panasonic, JVC, Akai, Fuji, TDK, Sony, Maxell, Funai, Sanyo, Seiki, Adachi, Nagasaki и других фирм. В Корее, Китае и других странах выпускался с дубляжем на VHS. Также аниме выпущена на LaserDisc японской фирмой Pioneer (с собственной заставкой) с окружающим звучанием Stereo Surround. В США и Канаде была выпущена и англоязычная версия аниме с дубляжем компании Streamline Pictures, иногда в оригинале с английскими субтитрами на VHS и LaserDisc со звуком Dolby Surround.
В 2001 году аниме было выпущено на DVD в Японии со звуковой дорожкой Dolby Digital 2.0. В бонусе содержались: трейлеры, 15-минутный документальный фильм о съёмках аниме, включающий интервью с Хаяо Миядзаки, Дзё Хисаиси и другими создателями, раскадровки, начальную и финальную заставки без титров; а также 20-минутный ролик об открытии музея студии «Гибли». В США и Канаде первые DVD с данным аниме выпущены в конце 1990-х. В специальных DVD-изданиях выпускался и со звуком DTS. Позже, аниме также выпускалось на DVD в Корее и других странах мира в разных вариантах дубляжа и с субтитрами.

## Саундтрек
Саундтрек к аниме был выпущен на аудиокассетах в Японии в мае 1988 года и распространялся во всём мире.

## Короткометражный фильм
В 2003 году Миядзаки снял короткометражный фильм «Мэй и котобусёнок» (яп. めいとこねこバス мэй то конэкобасу) для музея студии Гибли, с участием персонажей из фильма. Хаяо Миядзаки озвучил Бабушку кошку. Посмотреть его можно только в музее, в прокат не выходил.

## Прочее
- В честь Тоторо назван вид перипатуса из Вьетнама Eoperipatus totoro Oliveira et al., 2013[15]. Это многоногое беспозвоночное напоминает животное, на котором передвигался Тоторо.
- В честь главного героя и режиссёра названы астероиды (10160) Тоторо[англ.] и (8883) Миядзакихаяо[англ.].